# Miopsalis pocockii
Espèce
Synonymes
- Stylocellus pocockii Hansen & Sørensen, 1904

Miopsalis pocockii est une espèce d'opilions cyphophthalmes de la famille des Stylocellidae.

## Distribution
Cette espèce est endémique du Sabah en Malaisie.

## Description
La femelle holotype mesure 5,8 mm.

## Systématique et taxinomie
Cette espèce a été décrite sous le protonyme Stylocellus pocockii par Hansen eT Sørensen en 1904. Elle est placée dans le genre Miopsalis par Clouse et Giribet en 2012.

## Étymologie
Cette espèce est nommée en l'honneur de Reginald Innes Pocock.

## Publication originale
- Hansen & Sørensen, 1904 : On Two Orders of Arachnida : Opiliones, Especially the Suborder Cyphophthalmi, and Riniculei, Namely the Family Cryptostemmatoidea. Cambridge University Press, Cambridge, p. 1–174 , (texte intégral).